# Motor Torpedo Boat
Un Motor Torpedo Boat (abrégé en MTB) est le nom donné aux vedettes-torpilleurs généralement utilisées pour les embarcations de la Royal Navy (RN) et de la Marine royale canadienne ou Royal Canadian Navy (RCN).
Un Motor Torpedo Boat est un torpilleur rapide, surtout du milieu du XXe siècle. À l'origine, le terme « moteur » faisait référence à l'utilisation de moteurs à essence, généralement des moteurs d'avion navalisés ou leurs dérivés, qui les distinguaient des autres navires de l'époque, y compris des autres torpilleurs, lesquels utilisaient des turbines à vapeur ou des machines à vapeur alternatives. Plus tard, des torpilleurs à moteur Diesel sont apparus, appelés à leur tour ou rétroactivement « torpilleurs à moteur » en raison de leur moteur à combustion interne.

## Spécifications
De nombreux navires ont été désignés « MTB ». Divers modèles ont été adoptés et construits. Par exemple, un modèle de 55 pieds (17 m) de long, capable d'une vitesse de 40 nœuds (74 km/h), a été présenté en 1930

### MTB britanniques
Voici une liste incomplète des Motor Torpedo Boats britanniques.

#### Vosperprivate venture boat
Le commandant Peter Du Cane, directeur général de Vosper Ltd, a conçu un MTB sur fonds privés en 1936. Il a été achevé et lancé en 1937. Il a été acheté par l'Amirauté britannique et mis en service dans la Royal Navy sous l'immatriculation de MTB 102.
- Longueur : 21 m
- Largeur : 4,5 m
- Tirant d'eau : 1,2 m
- Moteur : 3 moteurs à essence Isotta Fraschini Asso V-18[2] 57 litres
- Puissance : 3 300 cv
- Vitesse : 48 nœuds (à vide), 43 nœuds (chargée et armée)
- Équipage : 2 officiers, 10 hommes.
- Armement:
  - 2 tubes lance-torpilles de 533 mm.
  - des Charges de profondeur, des mitrailleuses et des canon de 20 mm Oerlikon ont été testés sur lui.

Le MTB 102 était le navire de la marine britannique le plus rapide en service pendant la guerre. Il était présent à Dunkerque en 1940 pour l'évacuation des troupes britanniques et françaises, où il a servi de navire amiral au contre-amiral Frederic Wake-Walker après le naufrage du destroyer HMS Keith (D06). Il a transporté Winston Churchill et Dwight D. Eisenhower lorsqu'ils ont passé en revue la flotte avant le débarquement de Normandie en 1944.

#### MTB British Power Boat60 pieds
Ils étaient basés sur le Type Two 63 ft HSL (high-speed launch) de la British Power Boat Company, initialement conçu pour la Royal Air Force pour le sauvetage air-mer, mais réduit à Modèle:Unitb (60 pieds) de longueur. Ils pouvaient transporter deux torpilles de 457 mm (18 pouces) et atteindre une vitesse maximale de 33 nœuds (61 km/h). La Royal Navy a commandé son premier bateau, sur un total de 18, en 1936. Ils sont entrés en service sous les numéros MTB 1 à 12 et 14 à 19. Au début de la guerre, ils ont été peints avec des numéros différents et des photos ont été distribuées à la presse pour donner l'impression que la Royal Navy en avait plus qu'elle n'en avait en réalité. Une photo a été envoyée au mensuel américain Popular Science montrant le numéro 23.

#### MTB British Power Boat 72 pieds
Initialement commandés comme motor gun boat (MGB) en 1941, ils ont été convertis en MTB (412-418, 430-432, et 534-500) à partir de 1942 par l'ajout de deux tubes lance-torpilles de 18 pouces et d'un canon de 6 livres. Bien que plus lourds de 10 tonnes après leur conversion, ils pouvaient encore atteindre 39 nœuds (72 km/h).

#### MTB Vosper 45 pieds
Construits sur fonds privés, les MTB de 45 pieds (13,6 m) étaient des versions réduites du modèle Vosper et étaient destinés à être transportés par de plus grands navires. Sous la désignation de MTB 104 à 107, ils ont été pris en charge par l'Amirauté mais se sont avérés être de mauvaise tenue à la mer et n'ont pas été utilisés pour le combat.

#### MTB Vosper 70 pieds
Le bateau de 70 pieds (21,3 m) a été produit à partir de 1940 avec des modifications en tant que MTB 31-40, 57-66, 73-98, 222-245, 347-362, 380-395 et 523-537.
Utilisant trois moteurs marins Packard V1-12, ils pouvaient atteindre une vitesse d'environ 37 nœuds (69 km/h). Les premiers modèles portaient deux tubes lance-torpilles de 533 mm (21 pouces), deux mitrailleuses de 12,7 mm (0,50 pouce) dans un bac derrière le pont et deux mitrailleuses de 7,7 mm (0,303 pouce). Ils pouvaient également transporter quatre grenades anti-sous-marines.
Le Vosper 70 a également été utilisé dans d'autres marines, comme celle de la Roumanie, qui en a acquis trois en 1939, le NMS Viscolul étant le premier navire de la classe.

#### MTB Vosper 73 pieds (Type I and Type II)
Entre 1943 et 1945, le projet « Vosper 73 pieds » est apparu, le type II différait car il était armé de canons plus lourds au détriment de deux tubes lance-torpilles. Le type II n'est pas entré en service avant la fin de la guerre mais a été utilisé après la guerre.
Type I
- Longueur : 22 m
- Moteur : 3 moteurs Packard 4M V12, 4 200 ch
- Vitesse : 40 nœuds
- Rayon d'action : 470 milles nautiques à 20 nœuds
- Déplacement : 47 t
- Armement :
  - 4 tubes lance-torpilles (18 in)
  - 1 canon de 20 mm Oerlikon
  - 2 mitrailleuses Vickers K de 0.303 pouce (en option, deux mitrailleuses Vickers de 0.50 pouce)
- Équipage : 13

Type II
- Longueur : 22 m
- Moteur : 3 moteurs Packard, 4 200 ch
- Vitesse : 40 nœuds
- Rayon d'action : 480 milles nautiques à 20 nœuds
- Déplacement : 49 t
- Armement :
  - 2 tubes lance-torpilles (18 in)
  - 1 canon QF 6-pdr Mark IIA sur montage motorisé (une version à chargement automatique du canon antichar 6-pounder)
  - 2 canons jumelés Oerlikon de 20 mm
  - 2 mitrailleuses Lewis de 0.303 pouce[9]
- Équipage : 13

#### MTB Thornycroft 75 pieds
Les deux premiers (MTB 24 et 25) étaient en fait des prototypes de 74 pieds du modèle commandé en 1938. Propulsés par trois moteurs Isotti-Franschini, ils pouvaient atteindre 37 nœuds (69 km/h). Les plus récents, les MTB 49 à 56, étaient équipés de quatre moteurs Thornycroft RY12 mais étaient trop lents pour les opérations.

#### MTB J. S. White 75 pieds
Un développement des plans Vosper, que White avait construit en sous-traitance. Après sa construction, il est passé à la marine polonaise sous le nom de S5-S10. Armé de deux torpilles de 18 pouces, d'un canon de 6 livres à l'avant, de deux Oerlikon de 20 mm à l'arrière et de deux mitrailleuses de calibre .303.

#### MTB Fairmile type D
Le torpilleur à moteur Fairmile type D était un très grand MTB britannique conçu par Bill Holt et imaginé par Fairmile Marine pour la Royal Navy. Surnommés Dog Boats, ils ont été conçus pour combattre les Schnellboote allemands, connus comme supérieurs aux précédentes conceptions de bateaux côtiers britanniques. Plus grand que les modèles précédents de MTB ou de canonnière à moteur (motor gun boat MGB), le Fairmile type D était entraîné par quatre moteurs à essence Packard 12 cylindres de 1 250 chevaux suralimentés et pouvait atteindre 29 nœuds (54 km/h) à pleine charge. Le bateau transportait 19 685 litres (5 200 gallons) de carburant 100 octane pour une autonomie, à la vitesse maximale continue, de 506 milles nautiques (937 km). L'armement variait selon le rôle, mais pouvait inclure quatre torpilles de 18 pouces (457 mm) ou deux torpilles de 21 pouces (533 mm), des canons de 6 et 2 livres, des Oerlikon, des mitrailleuses multiples et des grenades anti-sous-marines.

### MTB canadiens

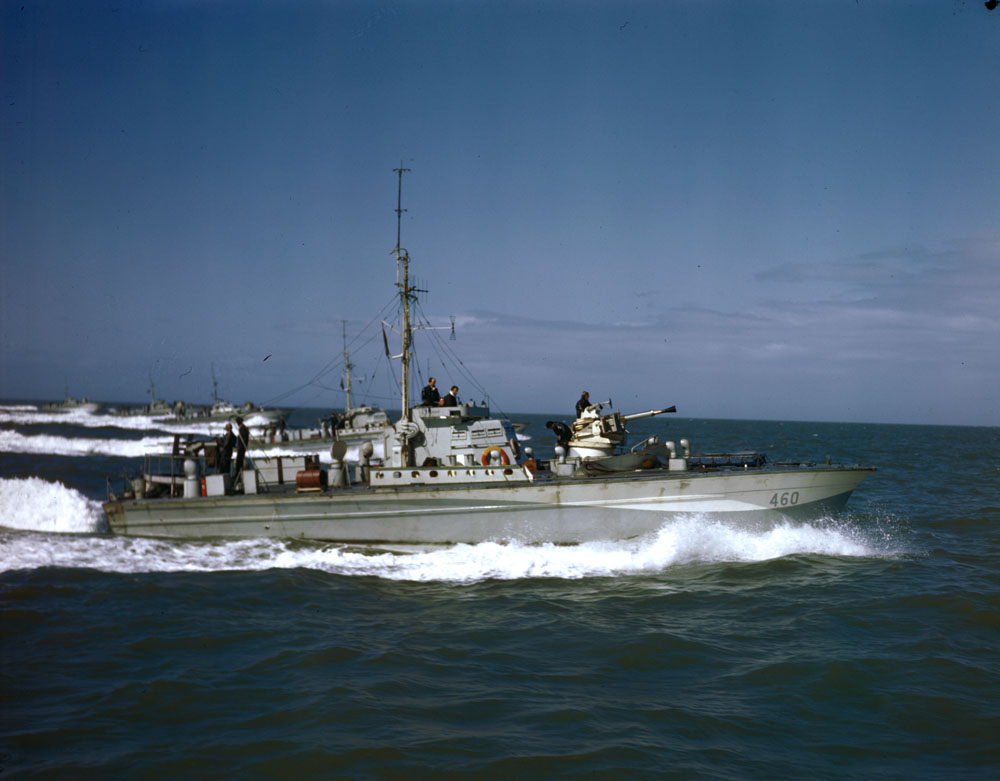
MTB-460 de la Royal Canadian Navy

Ces bateaux ont été conçus par Hubert Scott-Paine pour la Canadian Power Boat Company et utilisés par la 29e flottille MTB de la Marine royale canadienne (Royal Canadian Navy). Conçus à l'origine comme des canonnières à moteur (MGB, motor gun boat), portant un canon de 6 livres (57 mm, 2,24 pouces) pour engager les petites embarcations ennemies, ils ont été redésignés comme des MTB.

#### MTBScott-Paine type G70 pieds
- Fabricant: British Power Boats, Hythe
- Déplacement: 55 tonnes
- Longueur totale: 21 m (72 pieds 6 pouces)
- Largeur : 6,3 m (20 pieds 7 pouces)
- Tirant d'eau: 1,7 m (5 pieds 8 pouces)
- Vitesse maximale: 38–41 nœuds (70–76 km/h)
- Armement:
  - canon QF 6-pounder (57 mm)  à chargement automatique
  - 2 tubes lance-torpilles de 533 mm (21 pouces) (2 torpilles)
  - Mitrailleuses Vickers .303 ou .50 pouce
  - Canon de 20 mm Oerlikon ou Bofors 40 mm
- Motorisation : 3 moteurs V-12 Rolls-Royce ou Packard 14M suralimenté, 3 arbres d'hélice
- Puissance : 3 750 cv total
- Rayon d'action :  140 milles nautiques (260 km)] à 25 nœuds (46 km/h)[13]

## Utilisation après la guerre
Après la fin de la Seconde Guerre mondiale, un certain nombre de navires de la Royal Navy ont été démontés et vendus pour être utilisés comme péniches. Il s'agissait notamment de MGB et de MTB. Nombre d'entre eux étaient amarrés au port de Langstone (en) , à Littlehampton, à Hayling Island et à Wootton Creek, bien que la plupart aient aujourd'hui disparu de ces endroits. On trouve d'autres péniches MTB à Shoreham-by-Sea (Sussex de l'Ouest), Cobden Bridge (Southampton) et Bembridge (île de Wight).